# David Ormsby-Gore, 5. baron Harlech
William David Ormsby-Gore, 5. baron Harlech (20. května 1918, Londýn, Anglie – 26. ledna 1985, Shrewsbury, Anglie) byl britský diplomat a politik. Pocházel ze šlechtické rodiny, byl synem dlouholetého člena několika vlád 4. barona Harlecha, po matce byl spřízněn s vlivnou politickou dynastií markýzů ze Salisbury. Po službě v armádě za druhé světové války spravoval rodinný majetek, v roce 1950 vstoupil do politiky a působil na ministerstvu zahraničí. Velký vliv na mezinárodní politiku v celosvětovém kontextu měl jako britský velvyslanec v USA (1961–1965) a osobní přítel amerického prezidenta J. F. Kennedyho. Od roku 1964 byl po otci jako dědic titulu barona členem Sněmovny lordů, kde byl předním představitelem Konzervativní strany. Zemřel na následky zranění z autonehody.

## Diplomatická kariéra

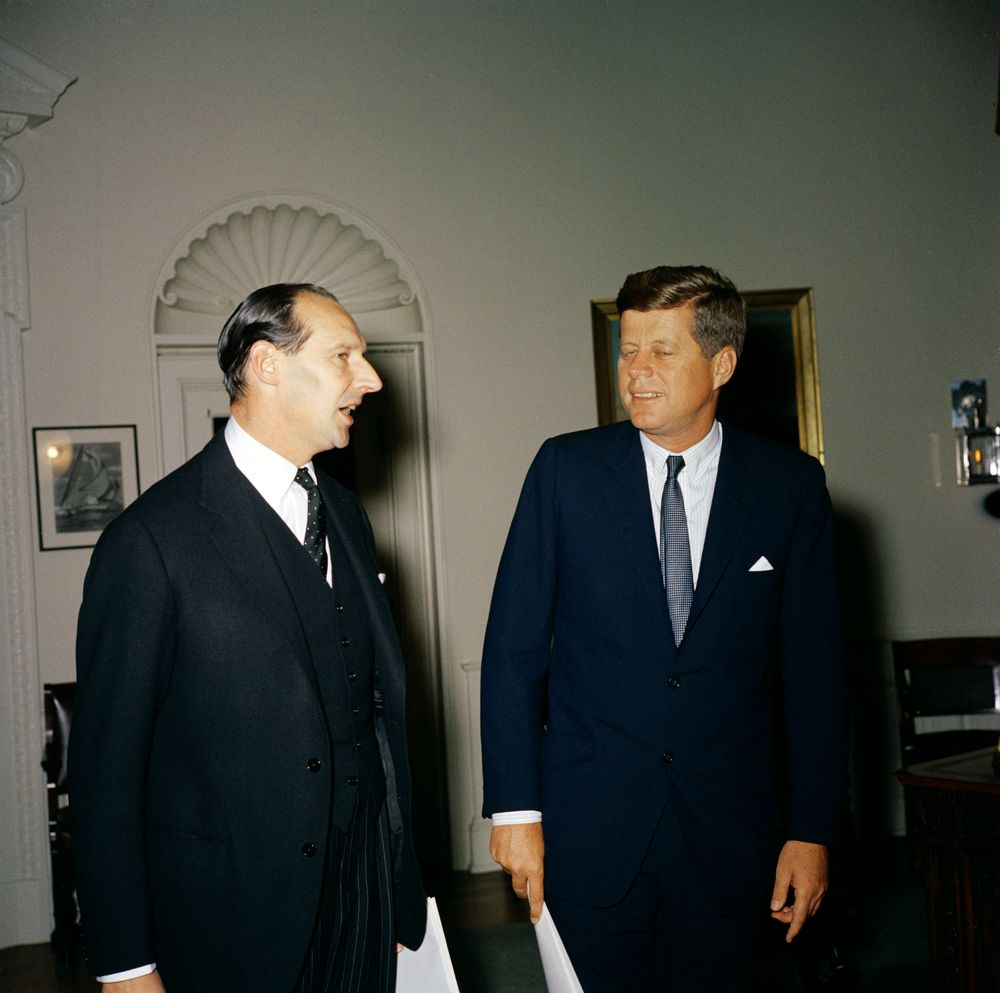
Sir David Ormsby-Gore s prezidentem Kennedym (1961)

Pocházel z vedlejší linie irské rodiny hrabat z Arranu, jeho předkové přijali v roce 1815 příjmení Ormsby-Gore a od roku 1876 náleží rodu titul barona. Narodil se v Londýně jako druhorozený syn politika Williama Ormsby-Gore, 4. barona Harlecha, po matce Beatrice Cecil byl vnukem 4. markýze ze Salisbury. Studoval v Etonu a Oxfordu, poté se zúčastnil druhé světové války a dosáhl hodnosti majora. Po válce převzal od otce správu rodového majetku v hrabství Shropshire, ale nakonec vstoupil do politiky. Za Konzervativní stranu byl v letech 1950–1961 poslancem Dolní sněmovny, v Edenově vládě byl státním podsekretářem zahraničí (1956–1957; Parliamentary Under-Secretary of State for Foreign Affairs) a poté náměstkem ministra zahraničí (1957–1961; Minister of State for Foreign Affairs). V letech 1951 a 1954 byl britským delegátem u Valného shromáždění OSN a v roce 1957 byl jmenován členem Tajné rady.
Po zvolení J. F. Kennedyho byl jmenován britským velvyslancem ve Spojených státech (s Kennedym se znal již z předválečného období, kdy byl Joseph Kennedy americkým velvyslancem v Británii). Při příležitosti jmenování do funkce obdržel velkokříž Řádu sv. Michala a sv. Jiří, musel také složit svůj poslanecký mandát v Dolní sněmovně. Ve Washingtonu měl v rámci diplomatického sboru mimořádné postavení, více než velvyslancem byl rodinným přítelem Kennedyů a jeho vliv na mezinárodní diplomacii první poloviny 60. let je nesporný. Mimo jiné měl podíl na tom, aby Kennedy zahájil jednání se Sovětským svazem v době kubánské krize. Po Kennedyho smrti se vztahy s následujícím prezidentem Johnsonem staly více formální, ale stále byly nadstandardní.

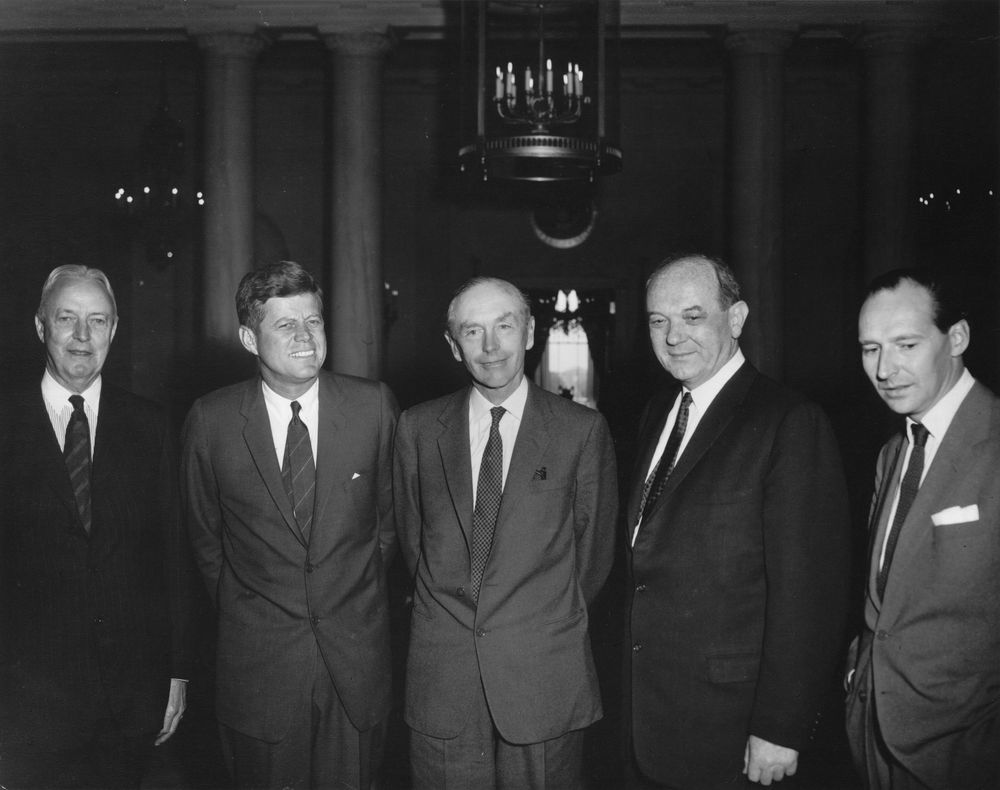
Fotografie z Bílého domu z roku 1963. Zleva: Americký velvyslanec v Británii David Bruce, prezident J. F. Kennedy, britský ministr zahraničí Alec Douglas-Home, americký ministr zahraničí Dean Rusk, britský velvyslanec v USA Sir David Ormsby-Gore

V roce 1964 po otci zdědil ttiul barona a stal se členem Sněmovny lordů. V roce 1965 odešel z funkce velvyslance ve Spojených státech a po návratu do Británie ve Sněmovně lordů reprezentoval Konzervativní stranu, v letech 1966–1967 byl mluvčím konzervativní opozice. I po odchodu z USA udržoval kontakty s rodinou Kennedyů a v roce 1967 doprovázel Jacqueline Kennedyovou na cestě po Asii. V roce 1968 jí nabídl sňatek, což Kennedyová odmítla a mimo jiné argumentovala tím, že se podruhé nechce provdat za někoho, kdo je blízce spojen s jejím bývalým životem první dámy USA (krátce poté se provdala za řeckého miliardáře Aristotela Onassise). Lord Harlech se později věnoval aktivitám v médiích, byl televizním manažerem a mimo jiné zakladatelem soukromé televizní stanice Harlech Television, dnes známé pod názvem ITV Wales & West). Zastával řadu dalších čestných funkcí, mimo jiné byl zástupcem místodržitele v hrabství Shropshire, kde vlastnil statky.
Vážně se zranil při autonehodě 25. ledna 1985 a druhý den zemřel v nemocnici ve Shrewsbury. Jeho pohřeb se stal společenskou událostí, zúčastnila se jej mimo jiné Jacqueline Kenedyová.

## Rodina

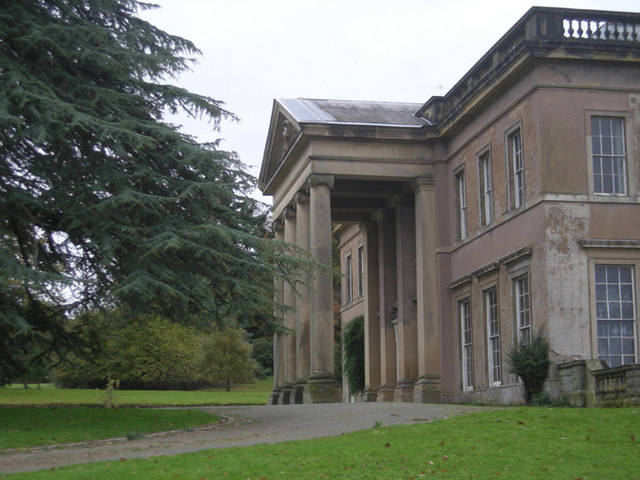
Zámek Brogyntyn Hall (Shropshire), sídlo rodu v letech 1815–2001

V roce 1940 se jeho manželkou stala Sylvia Lloyd-Thomas (1920–1967), dcera diplomata Hugha Lloyd-Thomase (zemřela při autonehodě). Z jejich manželství pocházelo pět dětí. Nejstarší syn Julian Hugh Ormsby-Gore (1940–1974) spáchal sebevraždu, dědicem titulu se stal mladší syn Francis David Ormsby-Gore, 6. baron Harlech (1954–2016), který v roce 2001 prodal za pět miliónů liber staré rodové sídlo Brogyntyn Hall (Shropshire). Dcera Jane (*1942) byla v 60. letech přítelkyní Micka Jaggera a podle některých zdrojů byla pro ni napsána píseň Lady Jane. Další dcera Alice (1942–1995) žila několik let s hudebníkem Ericem Claptonem, později zemřela na předávkování drogami.
V roce 1969 se lord Harlech podruhé oženil s Američankou Pamelou Colin, která byla novinářkou britské verze časopisu Vogue. Z tohoto druhého manželství se narodila dcera Pandora Ormsby-Gore (*1972).